# Bertram Ramsay
Admiral Sir Bertram Home Ramsay, KCB KBE MVO, (født 20. januar 1883, død 2. januar 1945) var britisk admiral under 2. verdenskrig. Han var en vigtig bidragsyder inden for amfibiekrigsførelse.
Han blev født i London, ud af en gammel skotsk slægt. I 1898 gik han ind i the Royal Navy, tjenstgørende på HMS Britannia, og blev midtskibsmand året efter.

## Første Verdenskrig
I august 1915 førte han første gang kommandoen over et skib, nemlig "M 25", en lille monitor, som indgik i Dover Patrol. I de næste to år brugte han det meste af sin tid udenfor den belgiske kyst, som støtte for hærens venstre flanke. I oktober 1917 fik han kommandoen over destroyereren ‘Broke’, ligeledes i Dover Patrol.  På dette skib deltog han i Ostende-operationerne den 9. maj 1917 (en videreførelse af Zeebrugge-raidet), og for denne indsats blev han rosende omtalt i de løbende indberetninger hjem. Han trådte tilbage fra flåden i 1938 men blev kaldt ind igen, da en ny krig truede i 1939.

## Anden Verdenskrig
Ramsay rejste sit viceadmirals flag, som kommandant for farvandet ved Dover, den 24. august 1939. Så da krigen brød ud den 3. september var han på sin post, og havde kommandoen over et farvand, som han var særdeles bekendt med. Ligeledes må de tidlige pligter have virket bekendte: Nægtelse af  ubådes passage gennem Doverstrædet; forsvar mod mulige destroyer-angreb; beskyttelse af kanal-krydsende militær-trafik og andre gentagelser fra 1914-18.
Da tyskerne angreb Frankrig og Nederlandene blev Dover igen øjeblikkeligt centret for stor aktivitet, men klimakset indtraf da Ramsay efter Frankrigs kollaps, fik ordre til at evakuere de britiske soldater fra Dunkirk. Operation Dynamo varede fra 26. maj til 4. juni 1940, og i alt blev 338.226 britiske og allierede soldater evakueret. Ramsay og hans folk i hovedkvarteret i tunnelerne under Dover Castle arbejdede i ni dage i træk for at redde soldaterne Da denne storslåede bedrift var fuldført, aflagde Ramsay personlig rapport overfor kongen, og blev belønnet med K.C.B.-ordenen fra kongen.

### Forsvaret af Dover
Da han vendte tilbage til Dover, fandt Ranmsay hurtigt ud af at hans problemer var tidoblet, i og med at fjenden nu var i besiddelse af den franske kyst. I næsten yderligere to år sled han med at opretholde kontrol over de farvande, han havde kommandoen over, stillet overfor luftangreb, angreb af små fjendlige skibe og bombardementer tværs over kanalen. Gennem hele efteråret 1940 var Dover i front hvad angår forberedelse mod invasion. Trods tab lykkedes det at holde kyst-trafikken gående. Ved slutningen af 1940 blev han for anden gang rosende omtalt i indberetninger for sin indsats.(engelsk: Mentioned in Despatches )

### Operation Torch
Ramsay forlod Dover den 29. april 1942 da han blev udnævnt til Kommandant for Flådestyrkerne ved invasionen af Europa, men da denne blev udsat blev han overflyttet til at blive deputy Naval commander ved den allierede landgang i Algeriet som begyndte i november dette år.. Under Allied Naval Commander of the Expeditionary Force, Sir Andrew Cunningham, planlagde Ramsay landgangen.  I juli 1943 forberedte han de amfibiske landgange på Sicilien som Naval Commanding Officer, Eastern Task Force. I 1944 blev han udnævnt til Naval Commander in Chief for Operation Overlord, til stor lettelse for General Eisenhower, som havde høje tanker om Ramsay. Operation Overlord begyndte officielt den 6. juni 1944, D-Day, og i alt blev der landsat en million soldater på den franske kyst, et sigende vidnesbyrd om Ramsay's evner. Hans næste projekt gik ud på at forberede en invasion af øen Walcheren i Holland.

### Død
Den 2. januar 1945 forlod Ramsay sit hovedkvarter og fløj til Bruxelles for at deltage i et møde med General Montgomery. Hans fly styrtede mens det var ved at lette og Ramsay blev dræbt øjeblikkeligt. Han blev begravet ved St.Germain-en-Laye. Han blev gjort til storofficer i den franske fremmedlegion, og hans enke var i Paris i juni 1945 for at modtage insignierne. I november 2000 blev en statue rejst af Ramsay ved Dover Castle tæt på de tunneler hvor han havde planlagt evakueringerne fra Dunkirk.

## References
1. 1 2 3 4  Admiral Sir Bertram Ramsay Arkiveret 25. marts 2015 hos  Wayback Machine at www.dover-kent.co.uk
2. ↑  Sumner, Ian. British Commanders of World War II, By , page 32 (Google books (Webside ikke længere tilgængelig))
3. ↑  The Secret Wartime Tunnels Arkiveret 23. maj 2013 hos  Wayback Machine at www.dover-kent.co.uk